# Allium obtusiflorum
Allium obtusiflorum — вид квіткових рослин з підродини цибулевих (Allioideae). Ендемік Сицилії.